# Rocznik Instytutu Europy Środkowo-Wschodniej w Lublinie
Rocznik Instytutu Europy Środkowo-Wschodniej w Lublinie (Rocznik IESW) – periodyk naukowy wydawany przez Instytut Europy Środkowo-Wschodniej w Lublinie od 2003 roku. Zamieszczane w nim są: artykuły naukowe, recenzje, sprawozdania, nekrologi zmarłych uczonych.